# Форми титулування в Російській імперії
Титулування — у станово-феодальному суспільстві форма звернення до осіб шляхетського походження, духовних і державних службовців для підкреслення їх особливого, привілейованого становища відповідно до присвоєного їм титулу, сану, рангу.

## Історія
Слово «государ» у Московії за старих часів вживали безвідносно, замість «господін», «барін», «поміщик», «вельможа». У XIX столітті до імператора зверталися «Всемилостивейший Государь», до великих князів — «Милостивейший Государь», до всіх приватних осіб — «милостивый государь» (при зверненні до вищого), «милостивый государь мой» (до рівного), «государь мой» (до нижчого). Слова «сударь» (також з наголосом на другий склад), «сударик» (дружнє) вживалися переважно в мовленні.
У допетровської Московії титули мали лише царі та спадкоємці удільних князів, які були, по суті, монархами в удільних князівствах. Іван III встановив великий та малий титули великих московських князів. У 1547 Іван IV почав самотитулуватися царем; в 1721 р. Сенат і Синод «піднесли» Петру I титул імператора. Петро I почав надавати титули графа і барона, разом з ними з'явилися відповідні титулування: «сиятельство» і « светлость». Останнє пізніше збереглося лише в деяких княжих родах (найсвітліші князі). З появою Табелі про ранги склалася система титулування осіб, які мають чини. Після Жовтневого перевороту 1917 року всі титули були скасовані разом зі станами, а правила титулування — скасовані.
У сучасному світі поняття «титулування» набуло другого значення в рамках етики міжособистісних відносин у ділових, наукових та професійних колах. У цьому випадку титулування використовується відповідно до займаної посади або наукового ступеня особи, до якої звертаються. У той самий час титулування використовують у своєму початковому понятті у низці країн, у яких збереглася монархія загалом чи шляхетсько-станові спільноти зокрема (наприклад, Велика Британія чи Дворянське товариство Росії).

## Види титулування у Росії

### При зверненні до осіб імператорської сім'ї чи дворянського походження
У Росії її існували титули, вживалися при зверненні до членів імператорського дому Романових та осіб дворянського походження:
- «Ваша Імператорська Величність» («Ваше Императорское Величество») — до імператора, імператриці та вдовствуючої імператриці;

- «Ваша Імператорська Високість» («Ваше Императорское Высочество») — до великих князів, великих княгинь і великих князівен (дітям і онукам імператора, а в 1797—1886 роках і правнукам і праправнукам імператора);
- «Ваша Високість» («Ваше Высочество») — до князів, княгинь і князів імператорської крові після 1886 року;
- «Ваша Світлість» («Ваша Светлость») — до герцогів; молодших дітей правнуків імператора та їх нащадків-чоловіків, і навіть до світлих князів за пожалуванням;
- «Ваше Сиятельство» («Ваше Сиятельство») — до князів та графів;
- «Ваше Благороддя» («Ваше Благородие») — до баронів та решти дворян.

### При зверненні до осіб, які мають чини відповідно до «Табелі про ранги»
При зверненні до осіб, які мали ті чи інші чини, відповідно до «Табелі про ранги» особи рівні за чином або нижчестоящі були зобов'язані вживати такі титули (залежно від класу):
- «Ваше високопревосходительство» («Ваше высокопревосходительство») — до осіб у чинах 1-го та 2-го класів;
- «Ваше превосходительство» («Ваше превосходительство») — до осіб у чинах 3-го та 4-го класів;
- «Ваша високородність» («Ваше высокородие») — до осіб у чинах 5-го класу;
- «Ваше високоблагороддя» («Ваше высокоблагородие») — до осіб у чинах 6-8-го класів;
- «Ваше благороддя» («Ваше благородие») — до осіб у чинах 9-14-го класів.

### При зверненні до осіб, які мають духовний сан
При зверненні до осіб, мають духовний сан, у Росії використовуються й досі такі титулування:
- «Ваше святійшество» («Ваше Святейшество») — до патріарха (до 1721 і після 1917 року);
- «Ваше Високопреосвященство» («Ваше Высокопреосвященство») — до митрополитів та архієпископів;
- «Ваше Преосвященство» («Ваше Преосвященство») — до єпископів;
- «Ваша Високопреподобність» («Ваше Высокопреподобие») — до архімандритів, ігуменів монастирів та протоієреїв;
- «Ваша Преподобність» («Ваше Преподобие») — до ієромонахів та ієреїв;
- «Ваше Благовістя» («Ваше Благовестие») — до протодияконів та архідияконів, дияконів та ієродияконів.
- «Ваше Боголюбство» («Ваше Боголюбие») — між парафіянами[2].

### Титулування осіб, які мають одночасно титул, сан, чин
У Російській імперії поширеною була практика, коли особи дворянського походження перебували на царській службі. У разі вони мали і титул, і чин. З іншого боку, нерідкими були випадки, коли дворяни йшли на духовну службу та отримували сан. У цих випадках було домінування одного виду титулування над іншим. Вищим видом титулування було титулування за саном, потім за титулом і потім по чину. Наприклад, якщо дворянин обіймав державну посаду, мав чин IX класу, але титул графа, відповідно до правил титулування звертатися щодо нього потрібно було «ваше сіятельство» (але не «ваше благородіє»). З іншого боку, якщо князь отримував духовний сан, то й звернення до нього мало бути за духовним саном, але не за титулом.